# Горнолыжный спорт на зимних Олимпийских играх 1968
Соревнования по горнолыжному спорту на зимних Олимпийских играх 1968 года прошли с 9 по 17 февраля. Соревнования проходили в Шанрусе. Это был единственный раз, когда олимпийские результаты были включены в зачёт кубка мира. Данные соревнования одновременно считались соревнованиями 20-го чемпионата мира по горнолыжному спорту.
Горнолыжники на домашних Играх в Гренобле принесли Франции 8 из 9 медалей, выигранных во всех видах спорта (ещё одна бронза на счету фигуриста Патрика Пера). Героем Игр стал 24-летний Жан-Клод Килли, выигравший три золота из трёх возможных.

## Общий медальный зачёт
| Место | Страна    | Золото | Серебро | Бронза | Всего |
| ----- | --------- | ------ | ------- | ------ | ----- |
| 1     | Франция   | 4      | 3       | 1      | 8     |
| 2     | Австрия   | 1      | 1       | 3      | 5     |
| 3     | Канада    | 1      | 1       | 0      | 2     |
| 4     | Швейцария | 0      | 1       | 2      | 3     |

## Медалисты

### Мужчины
| Вид               | Золото                 | Серебро               | Бронза                         |
| ----------------- | ---------------------- | --------------------- | ------------------------------ |
| Скоростной спуск  | Жан-Клод Килли Франция | Ги Перийя Франция     | Жан-Даниэль Детвилер Швейцария |
| Гигантский слалом | Жан-Клод Килли Франция | Вилли Фавр Швейцария  | Хайнрих Месснер Австрия        |
| Слалом            | Жан-Клод Килли Франция | Херберт Хубер Австрия | Альфред Матт Австрия           |

### Женщины
| Вид               | Золото                  | Серебро              | Бронза                    |
| ----------------- | ----------------------- | -------------------- | ------------------------- |
| Скоростной спуск  | Ольга Палль Австрия     | Изабелль Мир Франция | Кристль Хас Австрия       |
| Гигантский слалом | Нэнси Грин Канада       | Анни Фамоз Франция   | Фернанда Бошате Швейцария |
| Слалом            | Мариэль Гуашель Франция | Нэнси Грин Канада    | Анни Фамоз Франция        |

## Итоги чемпионата мира 1968
Олимпийские результаты также считались результатами чемпионата мира. В связи с тем, что после введения в 1952 году гигантского слалома из олимпийской программы была исключена комбинация, медали за комбинацию выдавались ФИС на основании результатов, показанных в трёх олимпийских видах.

### Комбинация

#### Мужчины
| Место | Спортсмен             | Страна    | Очки  |
| ----- | --------------------- | --------- | ----- |
| 1     | Жан-Клод Килли        | Франция   | 0,00  |
| 2     | Дюмен Джованоли       | Швейцария | 32,98 |
| 3     | Хайнрих Месснер       | Австрия   | 38,57 |
| 4     | Анджей Бахледа-Цурусь | Польша    | 54,45 |
| 5     | Людвиг Ляйтнер        | ФРГ       | ?     |
| 6     | Руне Линдстрём        | Швеция    | 66,98 |

#### Женщины
| Место | Спортсменка      | Страна  | Очки  |
| ----- | ---------------- | ------- | ----- |
| 1     | Нэнси Грин       | Канада  | 16,31 |
| 2     | Мариэль Гуашель  | Франция | 36,00 |
| 3     | Анни Фамоз       | Франция | 36,19 |
| 4     | Изабелль Мир     | Франция | 40,75 |
| 5     | Ольга Палль      | Австрия | 52,50 |
| 6     | Бургль Фербингер | ФРГ     | 69,16 |